# درخشش ابن رشد در حکمت مشاء
درخشش ابن‌رشد در حکمت مشاء کتابی از غلامحسین ابراهیمی دینانی دربارهٔ ابن رشد است که توسط انتشارات طرح نو و نشر علم منتشر شده و جایزه کتاب سال ۱۳۸۵ نیز به آن تعلق گرفته است. یحیی یثربی مقاله‌ای تحت عنوان «کدام درخشش؟ کدام حکمت؟» در نقد این کتاب نوشت.

## موضوع کتاب
کتاب، اولین کتاب کاملی است که به زبان فارسی به بررسی آثار و اندیشه‌های فلسفی و کلامی ابن رشد می‌پردازد. ابن رشد "در راه، جمع میانِ فلسفه و دین، قدم گذاشته و معتقد است حکمت و شریعت با یک دیگر هم‌آهنگ و همراهند و منشأ پیدایش آن‌ها نیز جز حقیقت چیز دیگری نیست. وی به حکم این که فقیه بوده و به طریقهٔ استباط احکام شرعی آشنایی داشته، با در نظر گرفتن یک سلسله شرایط، نظر کردن و تأمل در کتب قدما را لازم و ضروری شمرده است.
در مقدمه این کتاب آمده است: ابوالولید محمدبن احمد بن رشد معروف به ابن‌رشد در سال ۵۲۰ هجری قمری در شهر قرطبه به دنیا آمد. به‌رغم اهمیت و شهرتی که ابن‌رشد در سطح مراکز فلسفی جهان پیدا کرده است، در میان فلاسفه ایرانی از کمترین موقعیت برخوردار بوده است. شاید گزاف نباشد اگر ادعا کنیم در مدت حدود هشت قرن که از وفات ابن‌رشد می‌گذرد حتی یک کتاب به زبان فارسی دربارهٔ فلسفه ابن‌رشد و اندیشه‌های او به رشته نگارش درنیامده است.
مجموعه این امور نگارنده این سطور را بر آن داشت تا به مطالعه و بررسی آثار ابن‌رشد بپردازد و برای نخستین بار اثری را به زبان فارسی دربارهٔ اندیشه‌های این فیلسوف بزرگ به رشته نگارش درآورد.
غلامحسین ابراهیمی دینانی در این اثر کوشیده است تا اندیشه‌های ابن رشد را در پرتوی رویارویی وی با آرای اندیشمندانی چون ابونصر فارابی، ابن سینا، ابوحامد غزالی، ابن باجه، ابن خلدون و ابواسحاق شاطبی تبیین کند. همان‌طور که می‌دانیم ابن‌رشد، به عنوان مفسر کبیر ارسطو، شناخته شده است و آثارش بیش از جهان اسلام، در مغرب زمین مورد توجه قرار گرفته است. توجه به ابن‌رشد در مغرب زمین تا آنجا پیش رفته است که از گروهی به نام ابن رشدیان لاتینی به سرپرستی سیژر بارابانتی یاد شده است.
دینانی در جایی از این کتاب می‌گویند:اوج موضع‌گیری فلسفه‌ستیزان در برابر مواضع به‌ظاهر غیردینی فیلسوفان مسلمان را می‌توان در اثر مشهور غزالی با نام تهافت الفلاسفه یافت. انگیزهٔ غزالی از تألیف تهافت الفلاسفه، دینی بود و به گفته خود او، برخی از افراد اقوال فیلسوفان را در جهت بی‌دینی خود و توجه نکردن به عبادات و شعایر اسلامی، مبنا و مستمسک قرار داده بودند.

## نقدها
فریدالدین حدادعادل، دبیر سلسله جشنهای رونمایی کتاب سازمان فرهنگی هنری شهرداری تهران در مراسم رونمایی این کتاب گفت: غلامحسین ابراهیمی دینایی در کتاب مذکور به‌طور دقیق و تحلیلی اندیشه‌های ابن رشد را بررسی و با آراء دیگر فیلسوفان مسلمان مقایسه و با نگرش کاملی نقاط ضعف و قوت فلسفه ابن‌رشد را گوشزد می‌کند. با اشاره به اینکه ابن‌رشد از برجسته‌ترین فیلسوفان مسلمان است، این فیلسوف سعی داشت فلسفه ارسطویی را با تفکر اسلامی سازگار کند و حال آنکه آراء فلسفی ابن رشد در اندیشه غربی تأثیر شگرفی داشته است و اندیشه‌های وی کمتر مورد توجه متفکران مسلمان واقع شده است.
از سوی دیگر، یحیی یثربی در نقد خود نوشت: «بدون هیچ تردیدی اگر یک دانشجوی دکترا و حتی اگر یک دانشجوی کارشناس ارشد، چنین نوشته‌ای را به عنوان پایان‌نامه تهیه می‌کرد، اگر استاد و داور جدی در جلسه دفاع بود، رد می‌شد!».

## فهرست کتاب
- «پرتو اندیشه‌های ابن رشد و ابن سینا در آثار فلسفی قرون وسطای مغرب زمین».
- «ابن رشد در مقام جمع و توفیق میان فقه و فلسفه».
- «جنجالی‌ترین مسئلهٔ مورد اختلاف میان ابن سینا و ابن رشد».
- «ابن رشد و اثبات صانع در دو دلیل عنایت و اختراع».
- «جایگاه ابن رشد در باب عقل».
- «ویژگی روش ابن رشد در تفسیر فلسفهٔ ارسطو».[۹]